# Hontoria de Cerrato

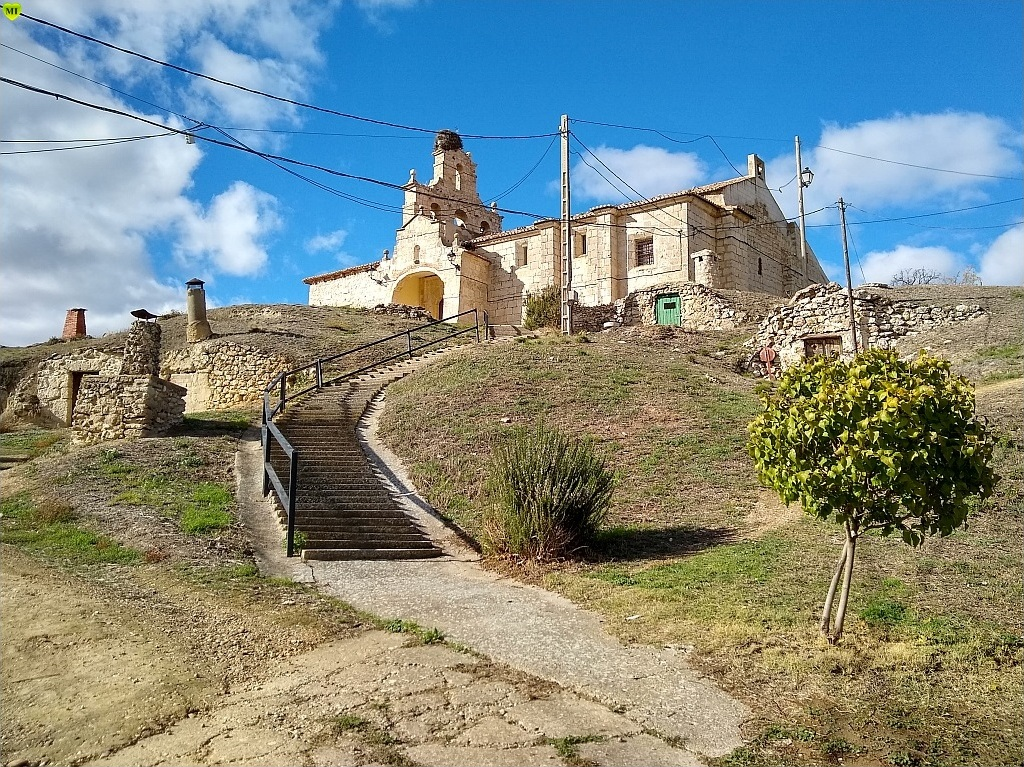
Bodegas e iglesia parroquial

Hontoria de Cerrato es un municipio y localidad española de la provincia de Palencia, en la comunidad autónoma de Castilla y León.

## Toponimia
Su nombre, Hontoria, proviene del término latino 'Fons Aurea' fuente en torno a la cual nació un asentamiento romano. En 1975 se descubrieron vestigios evidentes –cerámica romana, tejas y piedras– de la ubicación de una villa romana junto a las ruinas del antiguo convento de Santa Coloma. Los lugares del interés para los visitantes son: la iglesia de Santa Columba, que fue donada al Abad Luminosa del Monasterio de San Isidro de Dueñas. Los historiadores creen que es mozárabe, puesto que Santa Colomba fue una santa cordobesa del siglo X. A su vez, la iglesia parroquial de San Miguel de Arcángel conserva restos románicos del siglo XII, aunque cuenta con elementos góticos y barrocos.

## Historia

### SigloXIX
Así se describe a Hontoria de Cerrato en la página 222 del tomo IX del Diccionario geográfico-estadístico-histórico de España y sus posesiones de Ultramar, obra impulsada por Pascual Madoz a mediados del siglo XIX:

HONTORIA DE CERRATO

Villa con ayuntamiento en la provincia y diócesis de Palencia (2 1/2 leguas), partido judicial de Baltanás (3), audiencia territorial y capitanía general de Valladolid (7).
Situada en un valle sobre una pequeña altura y dominada por N, E y S de otras colinas entrecortadas que la ponen al abrigo de los vientos; con clima húmedo y muy propenso a tercianas y dolores de reuma.
Tiene 50 casas de 2 pisos y con pocas comodidades, y 16 cuevas que sirven de albergue a los pobres. Las calles son irregulares y sin empedrar; hay un pósito con 480 fanegas de trigo para socorro de los labradores; escuela de primeras letras dotada con 428 reales y la retribución de los 22 alumnos que concurren; casa de ayuntamiento que sirve también de cárcel; para los usos domésticos y abrevadero de los ganados hay una fuente de agua salobre inmediata al pueblo, y para beber se surten del río Pisuerga.
Una iglesia parroquial bajo la advocación de San Miguel Arcángel, servida por un cura teniente, de provisión del ordinario, un beneficiado y un sacristán. Próximo a esta se halla el cementerio que en nada perjudica a la salud pública. A distancia de 1/4 de legua entre N y O hay un ex priorato que perteneció a los monjes de San Isidro de Dueñas, titulado Santa Colomba.
Confina el término por N con Soto de Cerrato; por E Valle de Cerrato; S Cevico de la Torre, y O Tariego.
Su terreno es poco productivo, con plantío de viñedo, un prado de secano para pasto de las labores, un monte poblado de chaparral y una laguna. Le baña un arroyo que pasa por Santa Colomba y el río Pisuerga, que saliendo de madre por este término en las grandes avenidas, causa muchos perjuicios.
Los caminos son locales, carreteros y de herradura, y se hallan en mal estado. La correspondencia se recibe de la capital.
Producciones: trigo, cebada, centeno, avena, titos, lentejas y vino.
Industria: la agrícola.
Comercio: la exportación de vino para la montaña de León y para Reinosa.
Población: 69 vecinos, 358 almas.

Capital productivo: 552.400 reales. Imponible: 16.072. El presupuesto municipal asciende a 4.459 reales, y se cubre con las rentas de propios y otros arbitrios.

## Demografía
Cuenta con una población de 106 habitantes (INE 2024).
| Gráfica de evolución demográfica de Hontoria de Cerrato entre 1842 y 2021                                             |
| |
| Población de derecho según los censos de población del INE. Población de hecho según los censos de población del INE. |